# Without a Pulse
Without a Pulse es el primer álbum de estudio de la banda de hardcore punk de Portland, Maine, Cruel Hand. El álbum fue 
publicado en 2007 mediante 6131 Records.

## Lista de canciones
Todas las letras escritas por Cruel Hand, toda la música compuesta por Cruel Hand. 
| N.º   | Título                    | Duración |  |
| 1.    | «"Without a Pulse"»       | 2:12     |  |
| 2.    | «"Trust Me"»              | 1:58     |  |
| 3.    | «"Fact or Fiction"»       | 1:44     |  |
| 4.    | «"Lack Thereof"»          | 1:44     |  |
| 5.    | «"Severe Character Flaw"» | 2:05     |  |
| 6.    | «"Crashing Down"»         | 1:27     |  |
| 7.    | «"Nothing Between Us"»    | 1:38     |  |
| 8.    | «"Under the Ice"»         | 1:30     |  |
| 9.    | «"Never Fall"»            | 2:12     |  |
| 10.   | «"The Countdown"»         | 15:51    |  |
| 22:10 |                           |          |  |